# 八王子市立中央高等学校
八王子市立中央高等学校（はちおうじしりつ ちゅうおうこうとうがっこう）は、かつて東京都八王子市台町にあった市立高等学校。現在は、閉校となっている。

## 歴史
- 1948年（昭和23年）5月 - 八王子市立第七小学校の校舎を借り、八王子市立の定時制高等学校として開校。
- 1950年（昭和25年）1月 - 中央高等学校と改称。
- 1950年（昭和25年）10月 - 天神町に校舎を建設、本校舎とする。また第七小学校の校舎を分校とする。
- 1951年（昭和26年）1月 - 商業科併置
- 1957年（昭和32年）1月 - 東京都立第二商業高等学校に移転。
- 1959年（昭和32年）3月 - 商業科廃止。
- 1960年（昭和35年）4月1日 - 中央高等学校内に八王子市立第七中学校が仮校舎を設置し開校。
- 1961年（昭和36年）4月 - 台町1に再び移転。
- 1962年（昭和37年）4月1日 - 東京都教育委員会の管轄となり、東京都立富士森高等学校の分校となる。
- 1965年（昭和40年）4月1日 - 富士森高等学校に吸収合併され、これによって東京都内の高等学校は全て都立となり、市立・町立・村立といった他の公立は全て消滅した[1]。